# TSV Ratekau
Der Turn- und Sportverein Ratekau von 1929 ist ein Sportverein aus der Gemeinde Ratekau im Kreis Ostholstein. Die Fußballerinnen des Vereins gehörten in den 2010er-Jahren der viertklassigen Oberliga Schleswig-Holstein an und errangen, teilweise in einer Spielgemeinschaft mit dem NTSV Strand 08, insgesamt vier Meisterschaften in der höchsten Spielklasse des Schleswig-Holsteinischen Fußball-Verbandes. Darüber hinaus waren die Handballerinnen des TSV 2013 ein Gründungsmitglied der A-Juniorinnen Handball-Bundesliga.

## Fußball
Die erste Frauenmannschaft des TSV Ratekau stieg 2011 in die Verbandsliga Schleswig-Holstein auf und gehörte auf Anhieb zu den Spitzenteams. Mit drei Punkten Vorsprung auf TuRa Meldorf gewannen die Ostholsteinerinnen schließlich zum ersten Mal die Landesmeisterschaft, mussten jedoch aufgrund fehlender Jugendmannschaften auf eine Teilnahme an der Aufstiegsrunde zur Regionalliga verzichten. Ab 2012 bildete der TSV eine Spielgemeinschaft mit dem NTSV Strand 08 aus der benachbarten Gemeinde Timmendorfer Strand, die bis 2016 bestand. Die SG holte in den vier Jahren ihres Bestehens neben einer Vizemeisterschaft zwei weitere SH-Liga-Meisterschaften, auf einen möglichen Aufstieg – der gemäß DFB-Statuen eine Auflösung der Spielgemeinschaft notwendig gemacht hätte – wurde jedoch erneut verzichtet. Als eigenständiger Verein gewann der TSV 2018 noch einmal die Meisterschaft, ehe er mit dem Ortsnachbarn Sereetzer SV eine weitere Spielgemeinschaft einging. 2019 wurden die FSG Ratekau-Sereetz und die Frauenfußball-Abteilung des TSV anschließend aufgelöst.

## Handball
Auch im Handball war der TSV in den 2010er-Jahren im weiblichen Bereich erfolgreich. In der Saison 2011/12 nahm die weibliche B-Jugend an der Endrunde um die Deutsche Meisterschaft teil und belegte nach einer Halbfinal-Niederlage gegen die SG Kappelwindeck/Steinbach und einem Sieg gegen den HC Leipzig den dritten Platz. Zwei Jahre später qualifizierten sich die A-Jugend-Handballerinnen für die neu eingeführte Jugend-Bundesliga, in der man jedoch den Einzug in die Hauptrunde und die erneute Qualifikation für die Folgesaison verpasste.